# Ichthyborus quadrilineatus
Ichthyborus quadrilineatus es una especie de peces de la familia Citharinidae en el orden de los Characiformes.

## Morfología
Los machos pueden llegar alcanzar los 20,8 cm de longitud total.

## Hábitat
Es un pez de agua dulce y de clima tropical (22 °C-27 °C).

## Distribución geográfica
Se encuentran en África.